# Remistus
Remistus († 17. September 456 in Classis bei Ravenna) war ein weströmischer patricius germanischer (wohl westgotischer) Herkunft. Avitus, der am 9. Juli 455 von den weströmischen Truppen zum Kaiser ausgerufen worden war, ernannte Remistus zum patricius und (ausgehend von der Annahme, dass er als Germane sehr wahrscheinlich eine militärische Funktion ausübte) wohl auch zum ersten magister militum (Heermeister). Damit war er als patricius et magister militum der faktische Regierungschef. Remistus wurde einen Monat vor dem Sturz des Avitus im Militärhafen von Classe bei Ravenna auf Befehl Ricimers erschlagen.